# Südkoreanische Frauenfußballmeisterschaft 2018
Die Südkoreanische Frauenfußballmeisterschaft 2018 war der Ligapokal für südkoreanische Vereinsmannschaften der Frauen. 
Das Pokalturnier begann am 10. Oktober 2018 mit der ersten Runde und endete am 17. Oktober 2018 mit dem Finale. 

## Teilnehmende Mannschaften
Folgende Mannschaften nahmen am Pokal teil:
| WK-League 7 Vereine der WK-League 2018 | angemeldetes Team 1 Verein der sich anmeldete |
| - Gyeongju KHNP WFC - Seoul WFC - Incheon Hyundai Steel Red Angels - Hwacheon KSPO WFC - Suwon UDC WFC - Boeun Sangmu WFC - Changnyeong WFC | - Daegu WFC                                   |

Anmerkung:
Gumi Sportstoto nahm am Pokal nicht teil.

## Austragungsorte
Der Pokal wurde in der Stadt Gunsan ausgetragen. Dort wurden die Spiele im Gunsan-Wolmyeong-Stadion ausgetragen. 

## Pokalrunden

### Viertelfinale
Die Spiele des Viertelfinale fanden am 13. Oktober 2018 statt.
|                   | Ergebnis |                                  |
| ----------------- | -------- | -------------------------------- |
| Seoul WFC         | 8:0      | Daegu WFC                        |
| Gyeongju KHNP WFC | 2:0      | Boeun Sangmu WFC                 |
| Suwon UDC WFC     | 4:2      | Changnyeong WFC                  |
| Hwacheon KSPO WFC | 0:2      | Incheon Hyundai Steel Red Angels |

### Halbfinale
Die Spiele des Halbfinale fanden am 15. Oktober 2018 statt. 
|               | Ergebnis |                                  |
| ------------- | -------- | -------------------------------- |
| Seoul WFC     | 2:1      | Gyeongju KHNP WFC                |
| Suwon UDC WFC | 0:1      | Incheon Hyundai Steel Red Angels |

### Finale
Das Finale fand am 17. Oktober 2018 statt. 
|           | Ergebnis |                                  |
| --------- | -------- | -------------------------------- |
| Seoul WFC | 0:2      | Incheon Hyundai Steel Red Angels |